# Kytodites nudus
Kytodites nudus är en spindeldjursart som först beskrevs av Vizioli 1868.  Kytodites nudus ingår i släktet Kytodites och familjen Kytoditidae. Inga underarter finns listade i Catalogue of Life.